# Lamento per Ur
Il Lamento per Ur (o anche Lamentazione di Ur o per la distruzione di Ur) è un poema sumero composto nel periodo della distruzione di Ur ad opera degli Elamiti e della fine della prestigiosa terza dinastia di Ur (approssimativamente nel 2000 a.C.).
Questo testo è il più notevole fra quelli del periodo dell'egemonia di Isin, ultimo e splendido periodo della letteratura sumera.

## Lamentazioni

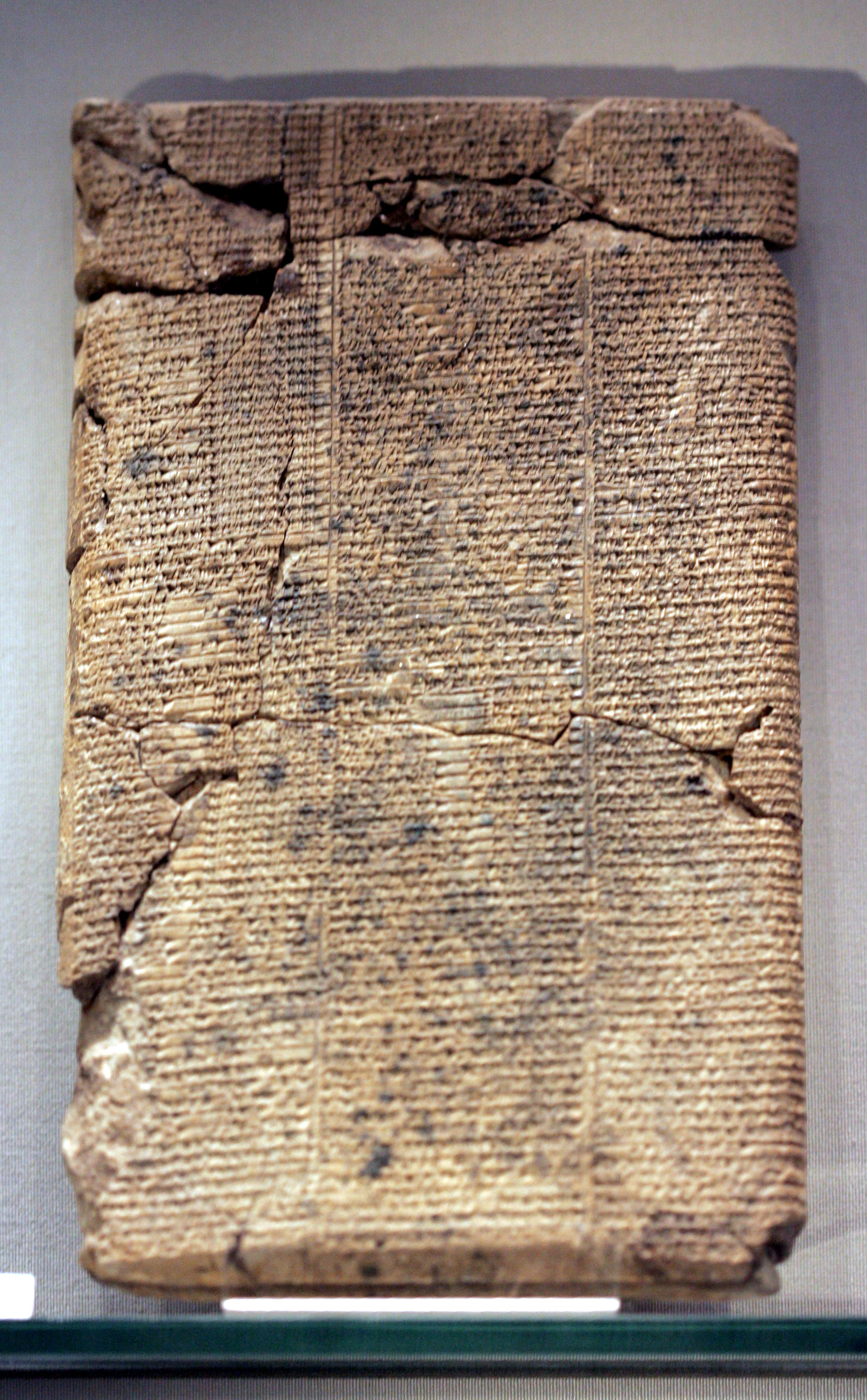
Tavoletta con il Lamento.

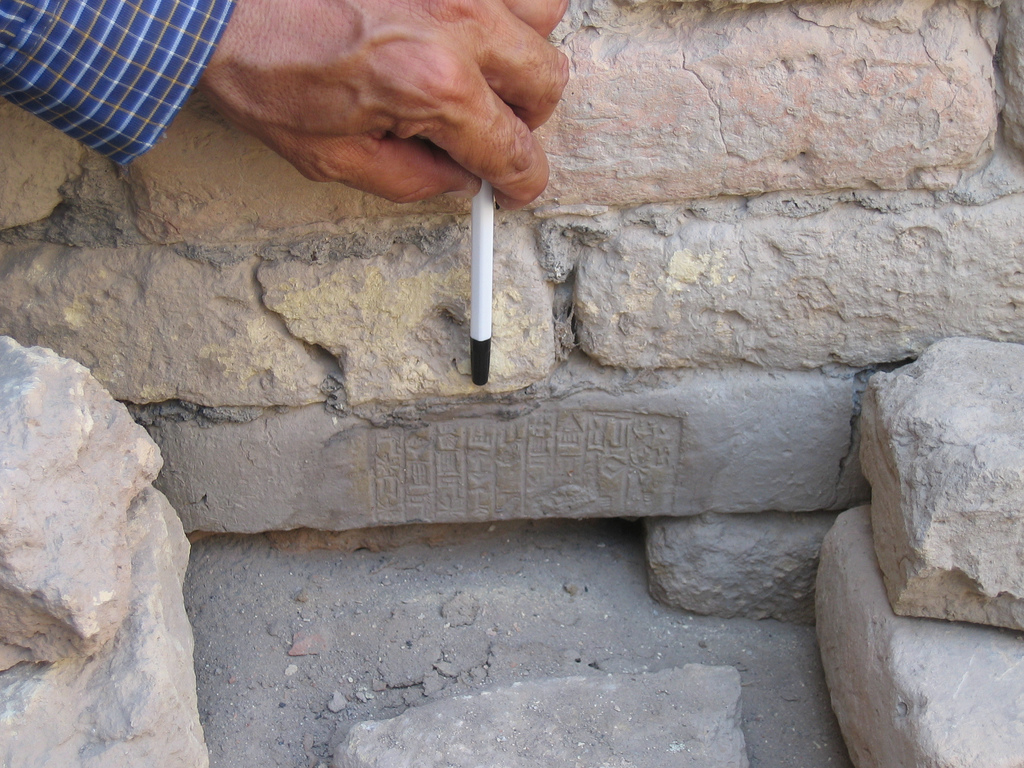
Scrittura cuneiforme su un mattone di Ur

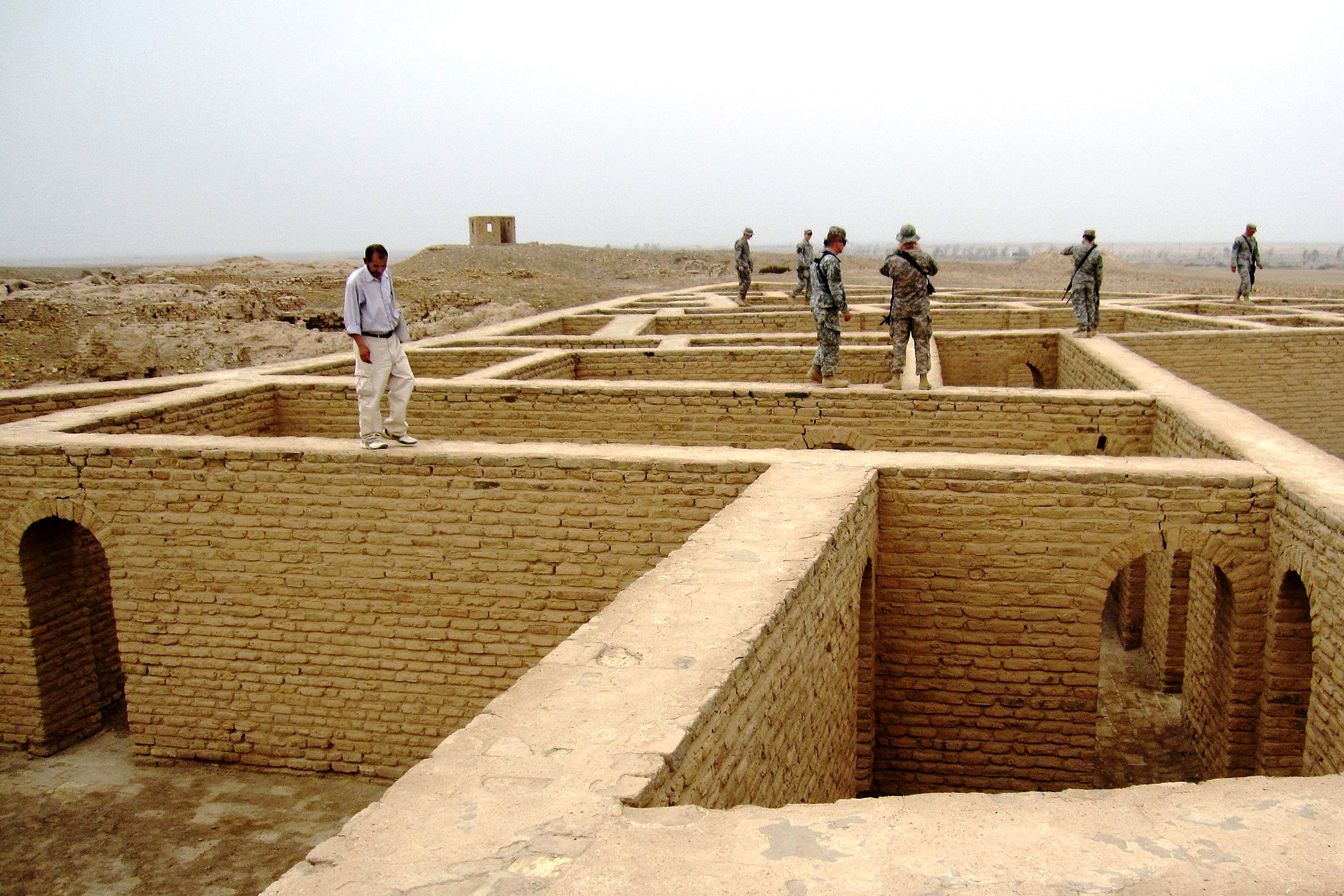
Rovine ricostruite della città di Ur

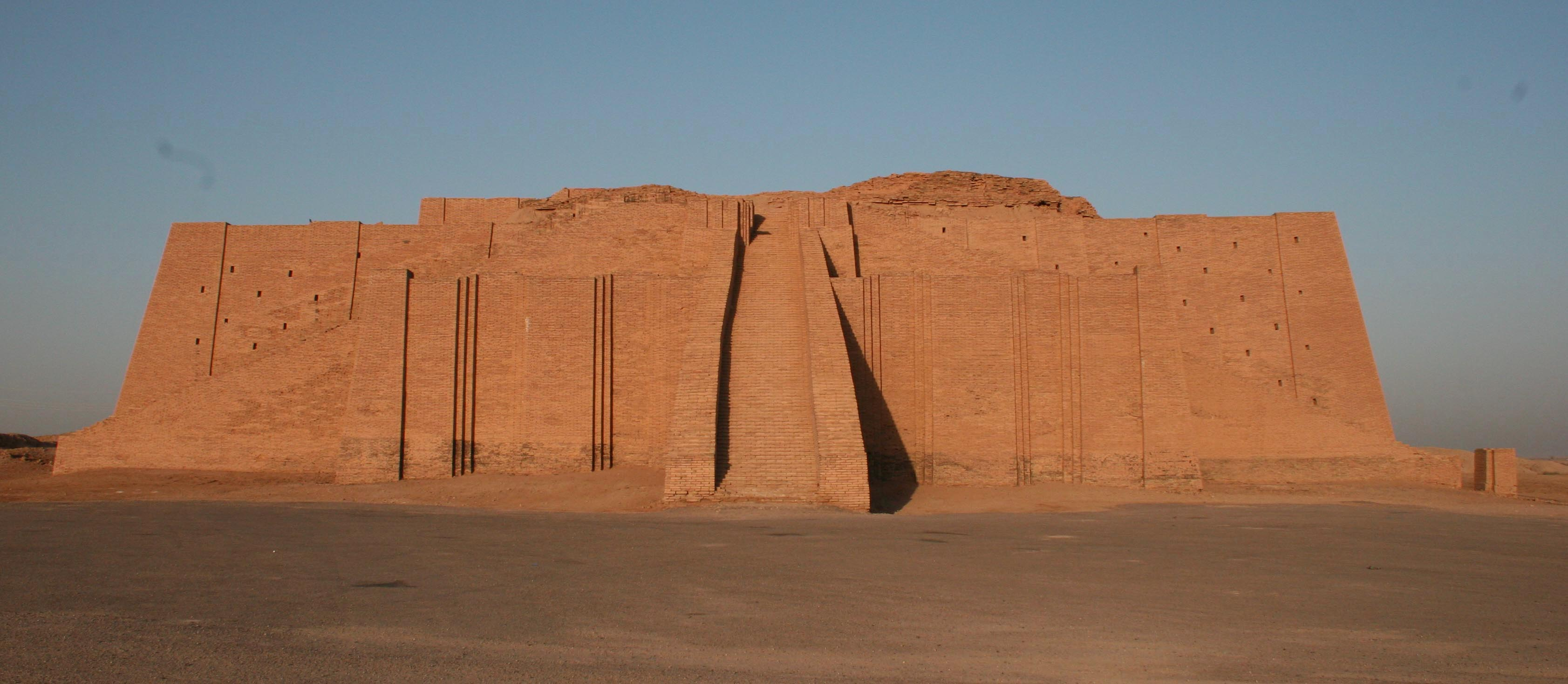
Ziggurat di Ur

Le lamentazioni, conosciute come balag, costituirono uno dei grandi generi letterari sumeri. In esse i poeti descrivevano disastri storici, la sofferenza delle persone e delle divinità. In quest'ultimo caso si trattava di vere elegie o canti funebri. Fisicamente queste composizioni sono giunte ai giorni nostri plasmate in un insieme di tavolette di argilla scritte con caratteri cuneiformi.
Le lamentazioni di Ur fanno riferimento a un esteso periodo di siccità e desertificazione che praticamente distrusse questa città, che era il centro di uno dei cosiddetti "stati irrigui". La desertificazione fu accompagnata da una terribile carestia e da una conseguente moria. A questo insieme di catastrofi naturali si accompagnò una forte decadenza e instabilità del potere politico della città.
Una sorte analoga toccò alle altre città mesopotamiche. Il testo che contiene il Lamento per Ur riporta una (forse la prima) delle cinque "lamentazioni" per le città cadute in rovina rese dalla voce delle divinità tutelari delle stesse città.
Le altre lamentazioni sono:
- il Lamento per Sumer e Ur
- il Lamento per Nippur
- il Lamento per Eridu
- il Lamento per Uruk

Il Libro delle Lamentazioni dell'Antico Testamento, che tratta della distruzione di Gerusalemme ad opera di Nabucodonosor II di Babilonia nel VI secolo a.C., è simile per stile e tema a questi primi lamenti mesopotamici.
Lamentazioni simili si trovano anche nel Libro di Geremia, nel Libro di Ezechiele e nel Libro dei Salmi, Salmo 137 (Salmi,137:1-9).

## Descrizione del testo
Le prime linee del Lamento furono scoperte nelle tavolette numero 2204, 2270, 2302 e 19751 della sezione babilonese del catalogo del Museo di Archeologia e Antropologia dell'Università della Pennsylvania, rinvenute nel corso di scavi effettuati da tale istituzione presso la biblioteca del tempio di Nippur.
Furono tradotte da George Aaron Barton nel 1918 e pubblicate per la prima volta come Sumerian religious texts nell'opera Miscellaneous Babylonian Inscriptions, numero 6, sotto il titolo di A prayer for the city of Ur ("Una preghiera per la città di Ur").
Dall'unione dei frammenti si ottenne la tavoletta restaurata che misura 23 cm per 11 cm, per uno spessore massimo di 4,4 cm.
Barton notò che "dai frammenti che possono essere tradotti sembra essere una preghiera per la città di Ur in tempi di grande pericolo e sventura", senza che fosse possibile individuare un periodo specifico".
Tuttavia ipotizzava che fosse stata scritta "negli ultimi giorni di Ibbi-Sin quando Ur si avviava alla caduta".
Nel 1934 Edward Chiera, con il titolo "Lamentazione sulla città di Ur", pubblicò altre tavolette (CBS 3878, 6889, 6905, 7975, 8079, 10227, 13911 e 14110) in "Sumerian texts of varied contents" nel 1934, che si combinavano con le tavolette CBS 3901, 3927, 8023, 9316, 11078 e 14234 ad integrare il mito. Altre tavolette o frammenti riconducibili allo stesso mito si trovano:
- presso il Louvre, a Parigi, con il numero AO 6446[7];
- presso l'Ashmolean Museum di Oxford inventariate ai numeri 1932,415, 1932,522, 1932,526j e 1932,526o[8];
- nella collezione di Hilprecht presso l'Università di Jena, Germania, ai numeri 1426, 1427, 1452, 1575, 1579, 1487, 1510 e 1553, (riconosciute come parte della stessa sequenza[9]);
- presso il Musée d'art et d'histoire di Ginevra in Svizzera, con i numeri MAH 15861 e MAH 16015[10];
- presso il Museo dell'Asia Anteriore di Berlino;
- nella raccolta babilonese dell'Università di Yale[11].
- nella raccolta di Nippur del Museo dell'Oriente Antico di Istanbul (Ni). Tra gli altri, Samuel Noah Kramer lavorò per tradurne parecchie, tra le quali Ni 4496, 1162, 2401, 2510, 2518, 2780, 2911, 3166, 4024, 4424, 4429, 4459, 4474, 4566, 9586, 9599, 9623, 9822 e 9969[12][13].

Altre due tavolette della raccolta di Istanbul, numerate Ni 2510 e 2518, furono tradotte da Edward Chiera nel 1924 e pubblicate in Sumerian religious texts. Sir Charles Leonard Woolley scoprì ulteriori tavolette a Ur, pubblicate in Ur excavations texts a partire dal 1928.
Samuel Noah Kramer, unendo 22 frammenti diversi, realizzò la prima edizione completa del Lamento, pubblicata nel 1940 dall'Università di Chicago con il titolo Lamentation over the Destruction of Ur (Assyriological Study no. 12). L'edizione critica attuale è stata arricchita da vari altri contributi, fra cui un testo composito elaborato da Miguel Civil, nel 1989, e le traduzioni (rispettivamente del 1987 e 1996) di Thorkild Jacobsen e di Joachim Krecher.

## Struttura
Il Lamento è composto da 438 linee suddivise in 11 kirugu (sezioni), organizzate in stanze di sei righe. Io narrante principale è la dea Ningal che piange per la sua città, ma al lamento propriamente detto sono intercalate altre sezioni, forse di diversa origine e composizione. Il testo inizia con l'elenco dei templi abbandonati dai rispettivi dei per sfuggire alla tempesta scatenata dal dio Enlil. Poi entra in scena la dea, prostrata e incredula dell'ineluttabilità del destino della sua città. Per due volte supplica le divinità supreme per sventare la calamità, ma viene respinta.
ad An diedi sfogo alle mie lacrime

a Mullil io, in persona, presentai la mia supplica:

La mia città non la si distrugga! dissi loro

Ur non la si distrugga! dissi loro

La mia gente non sia annientata! dissi loro"»
()
Segue la descrizione "vivida e toccante dell'imperversare dell'uragano d'acqua e di fuoco, con l'oscuramento del cielo da mutare il giorno in notte" Il testo continua con la descrizione delle rovine causate. Nella metaforica bufera del testo poetico gli storici hanno riconosciuto l'invasione degli Elamiti, quando il tesoro del tempio venne depredato e il centro di potere di Sumer venne trasferito a Isin, mentre il controllo delle attività commerciali a Ur passò a famiglie aristocratiche della città. A questo proposito Kenneth Wade ipotizza che Terah, il padre di Abramo nel libro della Bibbia Genesi, potrebbe essere stato uno dei capi di una di queste famiglie aristocratiche. La metafora di una capanna da giardino che viene abbattuta è utilizzata per il tempio distrutto di Ur e potrebbe anticipare la rappresentazione di Gerusalemme come "capanna" nel biblico Libro di Amos (9,11). L'uso di analogie simili si estende a molti altri passi. Per esempio Ningal lamenta:

I diversi templi di tutto il paese sono descritti mentre i loro dei e le loro dee cui sono dedicati li stanno abbandonando, come ovili: 
Edward L. Greenstein ha sottolineato l'abbandono degli ovili come metafora della distruzione della città. Egli aggiunge inoltre che generalmente i cantori delle lamentazioni sono sacerdoti maschi, che assumono caratteristiche femminili e chiedono alla divinità di riappacificarsi, affinché i templi possano essere fatti risorgere. Quindi è una dea, talvolta accompagnata da un dio, che racconta la devastazione, lamenta amaramente la bufera e supplica gli dei di ritornare ai santuari. La distruzione degli Elamiti è paragonata nel mito all'immagine di una inondazione incombente e di una bufera furiosa. L'analogia è favorita dal titolo di Enlil come "dio dei venti" I versi seguenti suggeriscono che il teatro della distruzione fosse stato precedentemente devastato da una bufera:
la violenta bufera celeste, la bufera rombante,

la triste bufera ha imperversato su tutto il paese.

La bufera che distrusse le città, la bufera che distrusse le case;

la bufera che distrusse le stalle, la bufera che distrusse gli ovili;

(la bufera) che ha impedito i riti sacri,

che ha rovesciato con mano profana l'altissimo consiglio.

La bufera che ha tagliato via ogni bene dal paese,

la bufera che ha immobilizzato i "capineri".»
Si annotano vari edifici distrutti nel corso della tempesta di Enlil, inclusi gli scrigni di Agrun-kug e Egal-mah, l'Ekur (il santuario di Enlil), l'Iri-kug, l'Eridug e l'Unug. La distruzione dell'E-kic-nu-jal è descritta in dettaglio.
la casa fidata l'hanno tutta consumata asce potenti

I Sua dell'Elam, da barbari, ne han fatto buon mercato

La casa fidata l'ha demolita il piccone, - il popolo geme!

la città è mucchi di rovine, - il popolo geme!»
()
Immagini di ciò che è andato perduto e la terra bruciata che è stata lasciata indietro indicano la dimensione della catastrofe. La linea 274 riporta:
(La mia pianura rigogliosa si è inaridita come un forno screpolato.)
Il lamento si chiude con l'augurio che An ed Enlil cessino la loro ira nei confronti di Ur, e con l'invocazione a Nanna perché la città risorga e non venga toccata dalla calamità mai più.
()

## Discussione
Il Lamento per Ur ha avuto una tempestiva e vasta diffusione fra gli studiosi, proprio per questo, secondo
Piotr Michalowski, è stato privilegiato rispetto al Lamento per Sumer e Ur, inizialmente chiamato "Secondo Lamento per Ur", che egli ipotizza essere stata una versione più antica.
Philip S. Alexander pone a confronto le linee 17 e 18 del testo sumerico con il versetto 2:17 del libro biblico delle Lamentazioni:
"Il Signore ha compiuto quanto aveva decretato, ha adempiuto la sua parola decretata dai giorni antichi, ha distrutto senza pietà, ha dato modo al nemico di gioire di te, ha esaltato la potenza dei tuoi avversari," e suggerisce che il primo possa "alludere a qualche destino misterioso ed ineluttabile ordinato per Sion nel lontano passato":
La devastazione di città e insediamenti ad opera di disastri naturali o invasori è un tema ricorrente nella letteratura e nell'arte sin dalla fine della terza dinastia di Ur. Una stele dipinta proveniente dall'Iraq, per esempio, rappresenta un'analoga distruzione di una casa di montagna a Susa. Peter G. Tsouras aggiunge che, come in una sorta di perpetuarsi della tradizione, le stesse parole del testo sumerico potrebbero attribuirsi ai racconti relativi all'Iraq contemporaneo (soldati fotografati sulla Ziggurat di Ur), al Medio Oriente e all'Africa.
le sue mura erano sbrecciate.
Alla porta principale, nelle sue strade i cadaveri erano a mucchi;
Lungo il corso, rigurgitante nelle feste, giacevano sparsi.
Nelle strade, nei vicoli, vi erano cadaveri;
nei luoghi aperti, soliti a riempirsi di danze, era accatastata la gente.
Il sangue del paese riempie le buche come metallo nello stampo;
i cadaveri si dissolvevano come grasso di pecora al sole.»
Michelle Breyer ipotizza che tribù confinanti di pastori distrussero la città e chiamarono Ur "l'ultima grande città a cadere".